# Bonatea viridilinea
Bonatea viridilinea är en fjärilsart som beskrevs av W. Warren 1904. Bonatea viridilinea ingår i släktet Bonatea och familjen mätare. Inga underarter finns listade i Catalogue of Life.